# Cacic de carpó roig
El cacic de carpó roig (Cacicus haemorrhous) és una espècie d'ocell de la família dels ictèrids (Icteridae) que habita boscos d'Amèrica del Sud, des del sud-est de Colòmbia i les Guaianes, cap al sud, a través de l'est de l'Equador i del Perú, nord i est de Bolívia i Brasil oriental, cap al sud, fins al Paraguai i nord-est de l'Argentina.